# Myrmecaphodius proseni
Myrmecaphodius proseni är en skalbaggsart som beskrevs av Martinez 1952. Myrmecaphodius proseni ingår i släktet Myrmecaphodius och familjen Aphodiidae. Inga underarter finns listade i Catalogue of Life.